# Evangelische Kirche (Sandlofs)

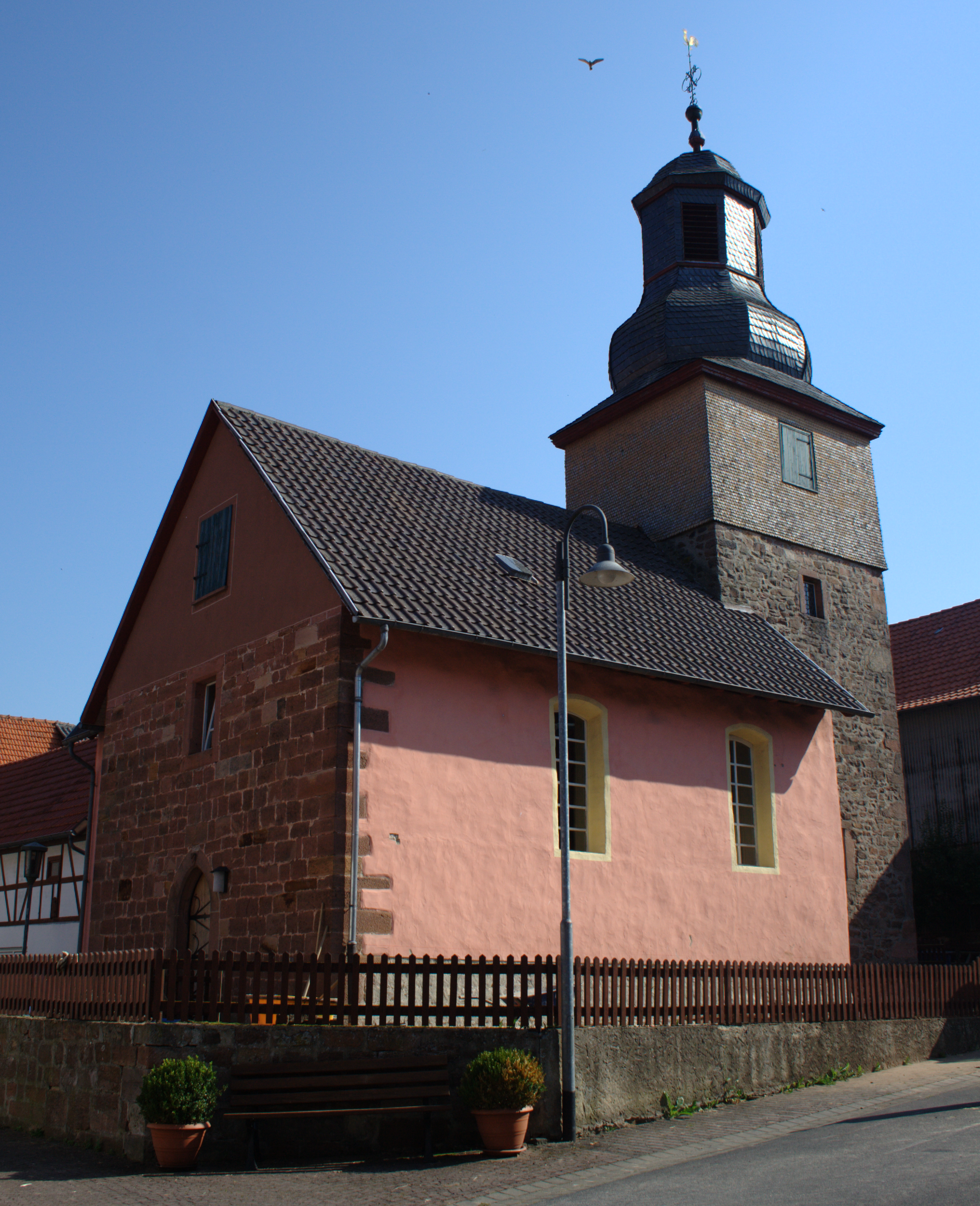
Evangelische Kirche (Sandlofs)

Die evangelische Kirche Sandlofs ist ein denkmalgeschütztes Kirchengebäude, das in Sandlofs steht, einem Stadtteil von Schlitz im Vogelsbergkreis (Hessen). Die Kirche gehört zur Pfarrei Queck im Dekanat Vogelsberg in der Propstei Oberhessen der Evangelischen Kirche in Hessen und Nassau.

## Beschreibung
Der Chorturm aus Bruchsteinen stammt aus dem 13. Jahrhundert. Sein verschindeltes Obergeschoss und die darauf sitzende schiefergedeckte Haube erhielt er 1785. Das mit einem Satteldach bedeckte Kirchenschiff wurde 1861 nach Süden verbreitert. Im Innenraum befinden sich die Emporen im Süden und Westen. Die Kanzel steht am Chorbogen. Im Chor wurden 1981 Überreste gotischer Wandmalereien freigelegt. Im Jahr 1885 wurde ein Orgelpositiv mit 3 Registern angeschafft. Die letzte Überholung erfolgte 1981 durch Günter Hoffmann.